# ヴェロニカ・レイク
ヴェロニカ・レイク（Veronica Lake、1922年11月14日 - 1973年7月7日）はアメリカ合衆国ニューヨーク州出身の女優である。本名はConstance Frances Marie Ockleman。1940年代、フィルム・ノワールのファム・ファタールとして活躍した。アラン・ラッドとコンビを組んだ作品が有名。

## 生涯
父親はオランダ・アイルランド系で、石油会社で働いていたが、彼女が9歳のときに事故で死亡。母親はアイルランド系で、夫の死後、再婚した。
フロリダの高校に通った後、ビバリーヒルズに引越し、演劇を学ぶようになる。1939年に端役で映画デビュー。ある映画の撮影中に監督のジョン・ファローが、彼女の右目がいつも髪の毛で隠れていることに気づき、それ以降その姿がトレードマークとなった。
1973年7月、アルコール中毒による肝臓と腎臓の合併症で亡くなった。

## 影響
小柄で、顔半分を隠すようにたらしたプラチナ・ブロンドの髪の毛がトレードマークで、『L.A.コンフィデンシャル』ではキム・ベイシンガーが彼女に扮した娼婦を演じた。
アメリカ本国ではその髪、ファム・ファタールぶり、そしてミステリアスなムードに今でも根強い人気があり、近年の人気ドラマ『セックス・アンド・ザ・シティ』にも「寝たい往年のスター」を話し合うシーンで名前が登場している。

## 主な出演作品
- フォーティ・リトル・マザーズ Forty Little Mothers (1940)
- 空の要塞 I Wanted Wings（1941）
- サリヴァンの旅 Sullivan's Travels（1941）
- 奥様は魔女  I Married A Witch（1942）
- 拳銃貸します This Gun for Hire（1942）
- 初恋時代 Miss Susie Slagle's（1945）
- 青い戦慄 The Blue Dahlia（1946）
- 復讐の二連銃  Ramrod （1947）